# Богдан Іван Гаврилович
Іва́н Гаври́лович Богдан (29 лютого 1928, Дмитро-Білівка, Миколаївська область, УРСР, СРСР — 25 грудня 2020) — перший серед українських борців олімпійський чемпіон у важкій вазі, заслужений майстер спорту, заслужений тренер України, підполковник запасу.
- Олімпійський чемпіон з греко-римської боротьби — Літня Олімпіада, 1960, Рим
- Дворазовий чемпіон світу з греко-римської боротьби — 1958 та 1961 років.
- Триразовий чемпіон СРСР — в 1958, 1959 та 1961 роках.

## Життєпис
Змалку працював в колгоспі, був і їздовим, і в кузні працював, на тракторі — весь час трактористи просили прокручувати корбу. На призовній комісії в Радянську армію при видиху зламав спірометра. В армії не бажав професійно займатися спортом, але генерал викликав та наказав брати участь в спартакіаді, зайняв в частині перше місце, в окрузі друге.
Займатися боротьбою почав 1950 року, тренувався у В. Бровченка. На першості Збройних сил СРСР стає третім.
Закінчив школу тренерів та інститут фізкультури.
1952 року стає чемпіоном УРСР, виграв по балах у екс-чемпіона СРСР Івана Толмачова (свого часу представляв «Спартак» (Одеса).
1953 здобуває перші місця на двох чемпіонатах УРСР — по греко-римській та вільній боротьбі. Того ж року дебютує на першості СРСР, посів третє місце. У поєдинку Швеція — СРСР не програв родоначальнику важковика в сучасному вигляді Бертілю Антонссону — в двох зустрічах дві нічиї.
На Римській олімпіаді у фінальному поєдинку зустрівся також із шведським спортсменом — Рагнаром Свенссоном.
На відкритті Московських Олімпійських ігор ніс факела з олімпійським вогнем.
Займався боротьбою до сорока років. Викладав в суворовському училищі, працював начальником футбольної команди, 12 років — директором армійської СДЮШОР (Спеціалізована дитячо-юнацька школа олімпійського резерву).
Тренував дворазового олімпійського чемпіона О. Колчинського.

## Особисте
Під час праці в селі, як переважна більшість тодішньої молоді, і курив, і вживав алкоголь. Коли почав займатися спортом, сам собі дав обіцянку — вип'є тільки після світової першості. Вісім років тримав слово і вжив вино 1958 року в Будапешті.
На початку 1990-х змушено продав олімпійську медаль, аби не втратити житла.